# The Apple Years 1968-75
The Apple Years 1968-75 è un box-set del cantautore britannico George Harrison, con un'uscita prevista per il 23 settembre 2014. Contiene i primi sei album del musicista, pubblicati dalla Apple Records, con varie bonus tracks; nel 2004, era già stato pubblicato The Dark Horse Years 1976-1992.

## Il box-set

### Storia
Dopo la morte di George Harrison, il 29 novembre 2001, suo figlio Dhani, assieme a Jeff Lynne, si era occupato di terminare il suo ultimo album in studio, Brainwashed (2002), rimasto incompiuto per il decesso. Il figlio dell'ex-beatle si era già occupato di The Dark Horse Years 1976-1992 (2004), contenente anch'esso sei CD ed un DVD. 
In quel caso, buona parte dei dischi non erano mai stati ristampati e/o rimasterizzati su compact disc, mentre, su The Apple Years, ogni disco contenuto era già apparso almeno una volta su quel formato: All Things Must Pass (1970) inizialmente nel 1987, e, con l'aggiunta di varie tracce bonus, nel 2001, Living in the Material World (1973) nel 1992, e, con due canzoni aggiuntive, nel 2006, Wonderwall Music (1968), Dark Horse (1974) ed Extra Texture (1975) solo nel 1992 ed Electronic Sound (1969) nel 1996.

### Contenuto
Gli album presenti nel cofanetto sono i sopraccitati Wonderwall Music, Electronic Sound, All Things Must Pass, Living in the Material World, Dark Horse ed Extra Texture (Read All About It); è presente inoltre un DVD, contenente anche nuovi video, ed un libro, con un'introduzione di Dhani, testi di Kevin Howlett ed alcune immagini inedite. Alcuni dischi includono delle bonus track: Wonderwall Music aggiunge In the First Place, ad opera dei liverpooliani Remo Four, che suonano sull'LP, una versione alternativa di The Inner Light e l'inedito Almost Shankara; il secondo è un brano dei Beatles, Old Brown Shoe del (1968), registrato nelle stesse sedute dell'album. All Things Must Pass presenta le cinque tracce aggiuntive già incluse nel remaster datato 2001, mentre il successivo Living in the Material World, oltre alle due già presenti, Deep Blue e Miss O'Dell, arriva a tre con il singolo Bangla Desh, fino ad allora pubblicato su CD solo sulla raccola The Best of George Harrison (1976). Dark Horse include la b-side I Don't Care Anymore ed una versione acustica della title track Dark Horse, ed Extra Texture aumenta di durata con una nuova versione di This Guitar (Can't Keep from Crying); questa era stata incisa da George Harrison come demo per Dave Stewart, che suona la chitarra elettrica nel brano, ed, oltre dieci anni dopo, Ringo Starr, Dhani e Kara DioGuardi avevano sovrainciso alcuni nuovi strumenti.

### Pubblicazione
Il cofanetto The Apple Years è stato pubblicato il 23 settembre 2014; su etichetta Capitol/UMe.